# Landsat Coral Reef Data Archive
Das Landsat Coral Reef Data Archive ist die weltweit umfangreichste Datenbank mit Fernerkundungsdaten von Korallenriffen. Das Archiv entstand aus einer Kooperation zwischen der NASA und verschiedenen NGOs.
An dem Projekt sind beteiligt:
- Das SeaWiFS Project des Goddard Space Flight Center
- Das Millennium Global Coral Reef Mapping Project des Institute for Marine Remote Sensing der University of South Florida
- Das Earth Observations Laboratory des Johnson Space Center

Die Daten werden aufbereitet vom National Ocean Service der NOAA und dem Scientific Data Purchase Program des Stennis Space Center. Sie stammen von Landsat-Satelliten der NASA und werden für die weitere Nutzung der ETM+ Abbildungen (Thematic Mapper) aufbereitet. Die Datenbank ist frei zugänglich.